# Joey Negro
Joey Negro is de voormalige artiestennaam van de Britse houseproducer Dave Lee (1964). Hij bracht onder vele verschillende namen platen uit waaronder Jakatta, Akabu en Raven Maize. Ook heeft hij zijn eigen band, de Sunburst Band.

## Biografie
David Russell Lee werd geboren op de Isle of Wight als zoon van de Britse schrijfster Maureen Lee, maar groeide op in Essex. In de jaren tachtig ging hij aan de slag bij een platenzaak. Daarna ging hij aan de slag bij het label Rough Trade Records, waar hij een dance-afdeling opzette. Naast zijn werk achter de schermen bracht hij in 1989 zijn eerste eigen plaat uit. Dit was Together Forever van Raven Maize. In 1990 werkte hij het eerst onder de naam Joey Negro met de single Do It, Believe It. In 1991 ging Rough Trade failliet en zat Negro zonder werk. Hij wist echter voldoende inkomsten te vergaren als remixer. Ook richtte hij het eigen label Z Records op. 
In 1993 raakte hij betrokken bij de populaire boyband Take That. Voor hen produceerde hij de single Relight My Fire, een cover van de discoklassieker van Dan Hartman, die in de UK nooit een hit was. Dat bracht hem in de gelegenheid om een ambitieus debuutalbum op te nemen. Universe Of Love is een housealbum met een sterke disco-inslag. Daarvoor liet hij vocalisten overvliegen als Gwen Guthrie en The Trammps. Het succes van het album viel echter tegen. Daarna bracht hij singles uit onder diverse namen. 
In 1997 richtte hij zijn eigen band op, die de Sunburst Band ging heten. Daarmee nam hij het album Here Comes The Sunburst Band op. Hier vermengde Lee housemuziek met invloeden uit soul en jazz en werd de hoeveelheid elektronica geminimaliseerd. Een jaar later verscheen de single Gotta Keep Pushin’ van Z Factor, die meedeinde op de hernieuwde populariteit van disco en het in de Britse hitlijsten goed wist te doen. In 2001 wist hij nog meer successen te behalen. Als Jakatta gebruikte hij de soundtrack van de film American Beauty voor het nummer American Dream. Dat jaar volgde ook een nieuwe track van Raven Maize. Dit was The Real life, dat gebaseerd was op samples van Queen en Simple Minds. In 2001 wist hij ook een  populair deephouseplaat te maken met Ride The Storm van Akabu. In 2002 maakte hij ook een album voor Jakatta waarop Seal en Beth Hirsch te gast waren. Daarnaast werkt hij samen met Danny Rampling en Jocelyn Brown. Daarmee maakt hij het nummer That's How Good Your Love Is als Il Padrinos. 
Daarna maakte Joey Negro weer enkele albums met de Sunburst Band. Dit waren Until The End Of Time (2004), Moving With The Shakers (2008) en The Secret Life Of Us (2012). In 2006 werd de plaat Phuture Bound van het project Akabu een clubhit door een remix van Âme.

### Hitlijsten
| Single met eventuele hitnotering(en) in de Nederlandse Top 40 | Datum van verschijnen | Datum van binnenkomst | Hoogste positie | Aantal weken | Opmerkingen                               |
| ------------------------------------------------------------- | --------------------- | --------------------- | --------------- | ------------ | ----------------------------------------- |
| The Real Life                                                 | 2001                  | 25-08-2001            | 29              | 5            | als Raven Maize / Dancesmash op Radio 538 |
| My Vision                                                     | 2002                  |                       | tip12           |              | als Jakatta met Seal                      |
| One Fine Day                                                  | 2003                  |                       | tip14           |              | als Jakatta                               |

- Bibliothèque nationale de France: cb14189808p (data)
- Gemeinsame Normdatei: 134777859
- International Standard Name Identifier: 0000 0000 6657 7516
- Library of Congress Control Number: n2016054261
- MusicBrainz: cea6cb45-d685-4917-90bf-482b656f4cf8
- Système universitaire de documentation: 085675938
- Virtual International Authority File: 42050778
- WorldCat: E39PBJpv6KJ3JHKprQFwTDgVG3